# Clubiona sichotanica
Clubiona sichotanica är en spindelart som beskrevs av Mikhailov 2003. Clubiona sichotanica ingår i släktet Clubiona och familjen säckspindlar. Inga underarter finns listade i Catalogue of Life.